# الملعب البلدي ببنقردان
الملعب البلدي ببنقردان (بالفرنسية: Stade municipal de Bengardane)‏ هو ملعب كرة قدم يقع في مدينة بنقردان بالجمهورية التونسية، يحتوي على 2000 مقعد وهو ثاني ملعب في المدينة بعد ملعب 7 مارس.
ويستخدم هذا الملعب من طرف نادي جمعية أولمبيك بنقردان الذي ينشط في الرابطة التونسية الثالثة مستوى ثاني، ونادي النجم الرياضي ببنقردان الذي ينشط في الرابطة الجهوية لكرة القدم.

## مقالات ذات صلة
- ملعب 7 مارس
- الاتحاد الرياضي ببنقردان
- جمعية أولمبيك بنقردان
- النجم الرياضي ببنقردان

## وصلات خارجية
- صفحة الاتحاد الرياضي ببنقردان على موقع كوووة.
- صفحة جمعية أولمبيك بنقردان على موقع كوووة.